# Wulfilopsis martinsi
Wulfilopsis martinsi är en spindelart som beskrevs av Antonio D. Brescovit 1997. Wulfilopsis martinsi ingår i släktet Wulfilopsis och familjen spökspindlar. Inga underarter finns listade i Catalogue of Life.